# 제2차 남작 전쟁
제2차 남작 전쟁 (1264년-1267년)은 잉글랜드에서 시몽 드 몽포르가 이끄는 남작군과 초기에 국왕 자신이 이끌고 나중에는 그의 아들인 미래의 에드워드 1세가 이끈 헨리 3세의 왕당파 간에 벌어진 내전이었다. 남작들은 국왕이 총신들을 통해 통치하는 대신 남작들의 평의회와 함께 통치하도록 강요하려 했다. 이 전쟁에는 드 몽포르의 지지자들, 특히 그의 아들들인 헨리와 시몽이 채무 증거를 압류하고 파괴하려는 목적으로 유대인들을 학살한 사건도 포함되어 있었다. 그의 남작 정권의 초기 성공을 강화하기 위해 드 몽포르는 처음으로 평민에게 선거권을 확대하여 의회의 사회적 기반을 넓히려고 노력했다. 그러나 1년 남짓 통치한 후, 드 몽포르는 이부셤 전투에서 국왕에게 충성하는 군대에 의해 살해되었다.

## 원인
헨리 3세의 통치는 이 내란 시기의 헌정 위기로 가장 잘 기억되는데, 이는 명목상으로 그의 추가 재정 요구로 촉발되었지만, 헨리의 통치 방식에 대한 잉글랜드 남작들의 전반적인 불만을 나타냈고, 이 불만은 광범위한 기근으로 인해 더욱 심화되었다.
프랑스 출신의 레스터 백작 시몽 드 몽포르는 원래 헨리의 외교 고문으로서 많은 영주들에게 미움을 받았던 외국 신흥 귀족 중 한 명이었다. 그러나 어머니를 통해 잉글랜드 작위인 레스터 백작을 상속받은 그는 헨리의 허락을 받아 헨리의 누이인 엘레노어와 결혼했지만, 잉글랜드 남작들의 동의는 얻지 못했다(보통 국가 문제였기 때문에 필요했다). 그 결과, 드 몽포르와 헨리 사이에 불화가 발생했다. 그들의 관계는 1250년대에 드 몽포르가 영국 해협 건너편에 남아있는 마지막 플랜태저넷 영토인 가스코뉴의 부총독으로서 취한 행동으로 재판을 받으면서 위기에 처했다.
존과 헨리 3세의 통치 기간 동안 왕실은 주기적으로 유대인들에게 징벌적 세금을 부과하여 대금업자들이 세금을 납부하기 위해 채권증서를 싸게 팔아 현금을 마련하게 했다. 이 채권들은 가장 부유한 궁정인들과 왕실 지지자들에게 할인된 가격으로 팔렸고, 이로 인해 많은 채무를 진 중산층 지주들이 토지를 잃게 되었다. 이는 교회에 의해 부추겨진 반유대주의적 신념의 증가로 이어졌다. 유대인에 대한 조치와 채무 및 고리대금 통제는 의회에 참여하기 시작한 계급들 사이에서 왕실 권력과 재정에 대한 논쟁을 지배했고, 전쟁에서 드 몽포르를 지지했다.
드 몽포르는 그 결과로 발생하는 반유대주의를 자신의 이익을 위해 이용했다. 유대인들에 의한 링컨의 휴의 살해 혐의는 18명의 유대인 교수형으로 이어졌다. 로마 가톨릭교회가 후원하는 공식적인 반유대인 조치와 남작들 사이의 채무에 대한 불만이 결합되어 드 몽포르가 이 집단을 표적으로 삼고 유대인들에게 빚진 채무 취소를 요구함으로써 반란을 선동할 기회를 주었다.
헨리 또한 교황 인노첸시오 4세를 대신하여 호엔슈타우펜가와의 전쟁 자금 조달에 휘말렸고, 이는 그의 둘째 아들 에드먼드를 위해 시칠리아 왕국을 얻는 대가였다. 이로 인해 많은 남작들은 헨리가 그의 아버지 존 왕의 전철을 밟고 있으며 존처럼 통제되어야 한다고 우려했다. 헨리의 국고가 바닥나자 인노첸시오는 작위를 회수하고 앙주의 샤를에게 수여함으로써 사실상 매각을 무효화했다.
시몽 드 몽포르는 마그나 카르타를 재확인하고 국왕이 남작 협의회에 더 많은 권력을 넘기도록 강요하려는 사람들의 지도자가 되었다. 1258년, 개혁을 향한 움직임을 시작하면서 7명의 주요 남작들은 헨리가 옥스퍼드 조항에 동의하도록 강요했는데, 이는 효과적으로 앵글로노르만 절대 군주제를 폐지하고, 24명의 남작으로 구성된 협의회에 정부 업무를 처리하는 권한을 부여하며, 3년마다 그들의 성과를 감시하기 위해 의회 형태의 대협의회를 개최하도록 규정했다. 헨리는 조항을 지지하기 위한 집단 서약에 참여하도록 강요받았다.
자신의 지위를 회복하려던 헨리는 1259년 파리 조약을 통해 루이 9세의 지지를 얻었는데, 이는 1202년 이후 루이와 그의 전임자들이 그와 그의 아버지 존 왕으로부터 빼앗은 프랑스 영토의 상실을 받아들이고, 남아있는 영토에 대해 충성 서약을 하겠다는 것이었다. 1261년 헨리는 그의 서약을 해제하는 교황 칙서를 얻었고, 정부에 대한 그의 통제권을 재확인하기 시작했다. 남작 반대파는 자신들만의 의회를 소집하고 지방 정부 통제를 다투었지만, 내전이 임박하자 물러났고 드 몽포르는 프랑스로 도피했으며, 다른 주요 반대파 지도자인 리처드 드 클레어, 헤리퍼드와 글로스터 백작은 국왕 편으로 돌아섰다.
킹스턴 조약에 따라 헨리와 남작들 간의 미해결 분쟁을 해결하기 위한 중재 시스템이 합의되었는데, 드 클레어가 초기 중재자였고 그의 판결에 대해 루이 9세에게 항소할 수 있는 선택권이 있었다. 그러나 계속되는 푸아투 영향력과 헨리 정부의 실패 및 도발적인 정책 재개는 곧 다시 적대감을 불러일으켰다. 국왕의 입장은 리처드 드 클레어의 죽음과 그의 아들 길버트의 계승으로 더욱 약화되었는데, 길버트는 반대파에 가담했고, 조항을 지지하겠다는 그의 서약에 대한 교황의 무효화가 뒤집혔다.
1263년 4월, 시몽 드 몽포르는 잉글랜드로 돌아와 옥스퍼드에서 반대파 남작 평의회를 소집했다. 웨일스 변경에서 전투가 발발했고, 가을까지 양측은 상당한 병력을 모았다. 드 몽포르는 런던으로 진격했고 도시는 봉기하여 국왕과 왕비를 런던탑에 가두었다. 그들은 포로로 잡혔고 드 몽포르는 헨리의 이름으로 효과적인 정부 통제권을 장악했다. 그러나 그의 지지는 곧 분열되었고, 헨리는 자유를 되찾았다.
폭력적인 혼란이 확산되고 전면전의 가능성이 커지자 헨리는 루이에게 중재를 요청했고, 초기 저항 끝에 드 몽포르는 동의했다. 1264년 1월, 아미엥 선언에 따라 루이는 옥스퍼드 조항을 무효화함으로써 헨리에게 유리한 판결을 내렸다. 헨리에 반대했던 일부 남작들은 판결에 굴복했지만, 드 몽포르가 이끄는 더 급진적인 파벌은 왕권 재확립에 저항할 준비를 했고, 그들과 국왕은 전쟁을 위해 병력을 모았다.

## 전쟁의 경과
전투는 1264년 2월에 재개되었고, 시몽 드 몽포르의 아들들인 헨리와 소 시몽이 웨일스 변경의 왕당파 지지자들을 공격했다. (유대인에게 빚진) 채무 취소는 드 몽포르의 참전 요구 중 일부였다.
드 몽포르의 핵심 동맹들이 조직한 일련의 유대인 공동체 공격이 뒤따랐는데, 이들은 대금업자들에게 빚진 채무 기록을 파괴함으로써 이득을 얻으려 했다. 이 포그롬으로 인해 우스터의 대부분의 유대인들이 사망했는데, 이 경우에는 드 몽포르의 아들 헨리와 로버트 페러즈 백작이 주도했다.
런던에서는 그의 핵심 추종자 중 한 명인 존 피츠 존이 공격을 주도했으며, 이삭 필 아론과 코크 필 아브라함이라는 유대인 지도자들을 맨손으로 살해했다고 전해진다. 그는 전리품을 드 몽포르와 공유했다고 한다. 500명의 유대인이 사망했다. 윈체스터에서는 소 시몽 드 몽포르가 이끄는 공격이 발생했다. 반유대인 폭력은 링컨과 캠브리지로 확산되었고, 캔터베리에서도 길버트 드 클레어가 이끄는 유대인 공동체 공격이 있었고, 노샘프턴에서도 발생했다.
4월, 런던을 장악한 대 시몽 드 몽포르는 세인트올번스에 병력을 집결시키고 왕당파에 의해 포위된 노샘프턴을 구원하기 위해 진격했지만, 배신으로 인해 도시가 함락되는 것을 막기에는 너무 늦었다. 그는 그 후 켄트주로 이동하여 왕실 요새인 로체스터 성을 포위했지만, 런던에 대한 왕실 진격 보고를 듣고 이 위협에 대처하기 위해 병력 대부분을 포위전에서 철수시켰다. 그러나 헨리 왕은 수도와 반군을 우회하여 로체스터 포위전을 해제한 후 반군으로부터 톤브리지와 윈첼시를 점령했다.
서식스주로 이동한 헨리는 런던에서 추격하여 군대를 이끌고 나온 드 몽포르와 마주쳤다. 5월 14일 루이스 전투에서 헨리는 드 몽포르에게 패배하여 포로로 잡혔고, 그의 아들 에드워드 왕자와 형제인 콘월의 리처드도 포로가 되었다. 헨리가 상징적인 왕으로 전락한 반면, 드 몽포르는 의회 대표성을 확대하여 귀족 외의 집단, 즉 잉글랜드의 각 카운티와 많은 주요 도시의 구성원을 포함시켰다. 헨리와 그의 아들 에드워드는 사실상 포로 상태로 남아 있었다. 이 무렵 드 몽포르는 유대인에게 빚진 모든 채무의 취소를 발표했다.
드 몽포르의 전통 질서 전복에 대한 급진적인 태도는 다시금 그의 취약한 지지 기반의 분열로 이어졌다.
1265년 5월, 에드워드 왕자는 헤리퍼드에서 드 몽포르의 감금에서 탈출하여 우스터에 새로운 왕당파 군대를 모았다. 그는 남작파에서 이탈한 자들, 특히 드 몽포르의 가장 강력한 동맹인 길버트 드 클레어를 끌어들였다. 시몽은 에드워드가 글로스터를 점령함으로써 완성된 세번강 도강에 대한 왕당파의 통제로 인해 헤리퍼드에서 동쪽으로 이동하는 것이 막혔다. 웨일스로 이동한 드 몽포르는 웨일스 왕자 허웰린 압 그리피드와 동맹을 맺었고, 그는 드 몽포르에게 병사들을 제공했다. 시몽이 뉴포트에서 세번강 하구를 건너 병력을 수송하려던 시도는 그의 수송선이 왕당파 군함에 의해 파괴되면서 좌절되었고, 그는 헤리퍼드로 돌아왔다.
드 몽포르의 목표는 이제 그의 아들인 소 시몽의 병력과 합류하여 왕실군과 교전하는 것이었지만, 소 시몽은 런던에서 서쪽으로 너무 느리게 이동했다. 결국 소 시몽은 남작파의 요새인 케닐워스에 도달했지만, 에드워드는 그의 병력에 큰 손실을 입혔는데, 그들 중 상당수는 성벽 밖에 주둔하고 있었다. 대 시몽은 에드워드가 케닐워스로 이동한 것을 이용하여 켐지에서 세번강을 건너 아들과 합류하던 중이었고, 8월 4일 이부셤 전투에서 왕당파에게 요격되어 결정적으로 패배했다. 시몽과 그의 아들 헨리는 전투에서 전사했고, 드 몽포르가 전투에 데리고 나갔던 헨리 왕은 해방되었다.
이부셤에서의 승리는 왕당파를 우세한 위치에 놓았지만, 반군들은 케닐워스를 비롯한 요새를 계속 방어했다. 에드워드 왕자는 1266년 6월 21일 케닐워스 공성전을 시작했고, 이는 몇 달 동안 이어졌다. 헨리 왕은 타협적인 합의를 모색하도록 설득되었고, 주교와 남작들로 구성된 위원회는 10월 31일 케닐워스 칙령으로 알려진 선언문을 초안했다. 이 선언문은 반군들이 무거운 벌금을 지불하면 사면을 받고 몰수된 토지를 되찾을 수 있는 조건을 명시했다. 이 제안은 처음에는 반군에 의해 거부되었지만, 12월 14일, 기아가 마침내 케닐워스의 수비병들을 항복하고 칙령의 조건을 받아들이도록 강요했다.
1267년 4월, 길버트 드 클레어는 다시 반란을 일으켜 런던을 점령했다. 그는 6월에 협상된 합의를 통해 헨리와 화해했는데, 이는 칙령의 조건을 완화하여 회개한 반군들이 벌금을 지불하기 전이 아니라 그 후에 토지를 되찾을 수 있도록 했다. 그 해 여름에는 아일 오브 엘리의 펜스에 주둔하고 있던 마지막 반군 집단이 협상을 통해 항복했다. 전쟁의 총 사상자는 15,000명으로 추정된다.

## 연혁
- 1263 – 4월 – 레스터 백작 시몽 드 몽포르가 잉글랜드로 돌아와 반대 세력을 결집한다.
- 1263 – 10월 – 런던에서의 반란으로 헨리 왕이 드 몽포르에게 포로로 잡히지만, 이후 자유를 되찾는다.
- 1264 – 1월 23일 – 분쟁 중재 요청을 받은 프랑스의 루이 9세가 아미앵 선언을 발표하여 옥스퍼드 조항을 무효화한다.
- 1264 – 2월 – 웨일스 변경에서 전쟁이 시작된다. 우스터의 유대인 학살.[9]
- 1264 – 부활절 주간 – 드 몽포르의 동맹 존 피츠 존에 의해 런던에서 500명의 유대인 학살[9]
- 1264 – 4월 – 노샘프턴에서 반군이 패배한다.
- 1264 – 5월 14일 – 시몽 드 몽포르가 서식스주 루이스 전투에서 헨리 3세 왕을 격파하고 왕과 그의 아들 에드워드 왕자를 사로잡는다.
- 1264 – 루이스 전투 이후 – 시몽 드 몽포르가 유대인에게 빚진 모든 채무를 무효화한다.
- 1265 – 1월 20일 – 최초의 잉글랜드 의회가 웨스트민스터궁에서 첫 회의를 개최한다.
- 1265 – 5월 28일 – 에드워드 왕자가 헤리퍼드에서 감금에서 탈출한다.
- 1265 – 8월 1일 – 에드워드 왕자가 케닐워스에서 시몽 드 몽포르의 아들 시몽의 군대를 격파한다.
- 1265 – 8월 4일 – 에드워드 왕자가 우스터셔주 이부셤 전투에서 대 시몽 드 몽포르를 격파하고 살해한다.
- 1265 – "몰수된" 반군 남작들에 의한 링컨 유대인 공격, 장부 기록 파괴[9]
- 1266 – "몰수된" 반군들에 의한 캠브리지 유대인 공격, 장부 기록 도난 및 엘리 이동[9]
- 1266 – 5월 15일 – 왕당파가 더비 백작의 남작군을 체스터필드 전투에서 격파한다.
- 1266 – 10월 31일 – 헨리가 케닐워스 칙령을 발표하여 회개한 반군들에게 조건을 제시한다.
- 1266 – 12월 14일 – 케닐워스 성의 반군들이 항복한다.
- 1267 – 5월 – 글로스터 백작 길버트 드 클레어가 런던을 점령한다.
- 1267 – 6월 – 헨리 왕과 길버트 드 클레어가 반군에게 더 관대한 항복 조건에 합의한다.
- 1267 – 여름 – 아일 오브 엘리의 마지막 반군들이 항복한다.

## 같이 보기
- 제1차 배런 전쟁
- 리처드 드 사우처치
- 헨리 드 브랙턴
- 루이스의 노래

## 내용주
1. ↑  Norgate 1894
2. 1 2 3 4  Jacobs 1906
3. 1 2  Mundill 1998, 254쪽 says "Simon de Montfort … used the cancellation of Jewish debts to his own advantage and had managed to convince followers that it was worth rebelling for."
4. 1 2 3  Mundill 2010, 88–99쪽
5. ↑  Mundill 1998, 42쪽
6. ↑  Willis-Bund & Page 1924
7. ↑  Huscroft 2006, 105쪽
8. ↑  Maddicott, pp. 339–40.
9. 1 2 3 4  Mundill 2010, 89–90쪽